# Tour de Flandes 1987
El Tour de Flandes 1987 va ser la 71a edició del Tour de Flandes. La cursa es disputà el 5 d'abril de 1987, amb inici a Sint-Niklaas i final a Meerbeke, després d'un recorregut de 274 quilòmetres. El belga Claude Criquielion va guanyar en solitari, per davant d'un grup encapçalat per Seán Kelly i Eric Vanderaerden.

## Classificació final
|    | Ciclista                 | Equip                    | Temps      |
| -- | ------------------------ | ------------------------ | ---------- |
| 1  | Claude Criquielion (BEL) | Hitachi-Marc-Rossin      | 7h 15' 30" |
| 2  | Seán Kelly (IRL)         | KAS                      | +1' 00"    |
| 3  | Eric Vanderaerden (BEL)  | Panasonic-Merckx-Agu     | m. t.      |
| 4  | Steve Bauer (CAN)        | Toshiba-La Vie Claire    | m. t.      |
| 5  | Marc Sergeant (BEL)      | Lotto-Merckx             | m. t.      |
| 6  | Steven Rooks (NED)       | PDM-Ultima-Concorde      | m. t.      |
| 7  | Ronny Van Holen (BEL)    | Lucas-Mullers            | m. t.      |
| 8  | Adrie van der Poel (NED) | PDM-Ultima-Concorde      | m. t.      |
| 9  | Ludo Peeters (BEL)       | Superconfex-Kwantum-Yoko | m. t.      |
| 10 | Allan Peiper (AUS)       | Panasonic-Merckx-Agu     | m. t.      |